# Jeff Ament
Jeffrey Allen Ament (ur. 10 marca 1963 w Havre, Montana) – amerykański muzyk rockowy grający na gitarze basowej.
Od 1984 roku wchodził w skład seattelowskiej grupy grunge'owej Green River, gdzie obok niego udzielał się Stone Gossard (obecnie Pearl Jam), Mark Arm (Mudhoney) oraz Steve Turner (Mudhoney). Od 1987 roku wraz z Gossardem tworzył legendę muzyki grunge Mother Love Bone, gdzie wokalistą był zmarły tragicznie Andrew Wood. Jemu to muzycy Pearl Jam i Soundgarden złożyli hołd, tworząc w 1990 roku ku jego pamięci zespół Temple of the Dog. Zespół wydał zaledwie jedną płytę, na której znalazły się takie utwory jak „Say Hello 2 Heaven” czy „Reach Down”, wspominające zmarłego przyjaciela. Ament był także założycielem zespołu Three Fish powstałego w 1996 roku.
Obecnie jest siłą napędową Pearl Jam. Z jego to pióra powstały takie hity zespołu jak „Jeremy”, który uznawany jest za najbardziej znany utwór Pearl Jam, a także przejmujące ballady jak „Nothingman”, „Low Light” czy „Nothing As It Seems”.